# Эдинбургская семёрка

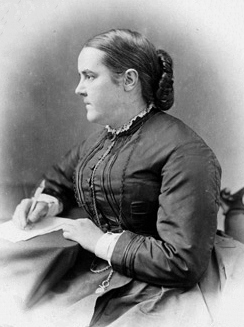
София Джекс-Блейк, лидер Эдинбургской семёрки

Эдинбургская семёрка — группа женщин, боровшаяся за право получить медицинское образование в Эдинбургском университете в 1869 году. После сдачи вступительных экзаменов и начала обучения, не без давления студентов-мужчин, университетский суд попытался отстранить их от занятий и лишил возможности получить врачебную квалификацию. Но организованная ими кампания за свои права на образование, привлекла внимание всей страны и позволила им обрести множество сторонников, включая Чарльза Дарвина. Их кампания выступала за включение требования университетского образования для женщин в национальную политическую повестку дня, и в конечном итоге привела к принятию законодательства, гарантирующего женщинам возможность изучения медицины в университете в 1876 году (UK Medical Act 1876).
Эту группу также называли Septem contra Edinam («Семеро против Эдинбурга», по аналогии с семерыми против Фив из греческой мифологии). Хотя в течение четырёхлетней кампании некоторые участники первоначальной семёрки покинули группу, а другие присоединились, именно этих женщин ассоциируют с Эдинбургской семёркой:
- София Джекс-Блейк
- Изабель Торн
- Эдит Пичи
- Матильда Чаплин
- Хелен Эванс
- Мэри Андерсон
- Эмили Бовелл

Именно их имена значатся в петиции, обращённой к Королевской больнице от 15 ноября 1870 года с просьбой о допуске к клиническому обучению. Все они были зарегистрированы в реестре студентов-медиков Главного медицинского Совета между 1869 и 1870 годами, которым были необходимы клинические занятия в больнице, чтобы соответствовать требованиям для получения медицинской степени. Спустя 150 лет университет решил посмертно наградить участниц «семёрки» почётными степенями бакалавра медицины.

## Предпосылки и формирование кампании
София Джекс-Блейк подала заявление на изучение медицины в марте 1869 года, и хотя медицинский факультет и Академический Сенат проголосовали за её допуск к обучению, университетский суд отклонил её заявление на том основании, что университет не может принять необходимые меры «в интересах одной дамы».

Затем Джекс-Блейк дала объявление в The Scotsman и другие национальные газеты, для того, чтобы к ней присоединились другие женщины. Первыми двумя, написавшими ей, были Изабель Торн и Эдит Пичи. Письмо Эдит Пичи гласило: 
Считаете ли вы, что для достижения успеха требуется нечто большее, чем умеренные способности и хорошая доля настойчивости? Я полагаю, что могу претендовать на них вместе с истинной любовью к предметам изучения, но что касается любого полного знания этих предметов в настоящее время, боюсь, что мне этого не хватает. Боюсь, что без хорошей предварительной подготовки я не смогу сдать предварительный экзамен
Это скромное письмо на самом деле не отдавало должного её интеллектуальным способностям.
Второе заявление было подано летом 1869 года от имени группы из пяти женщин. Они требовали аттестации и всего, что это подразумевало - права посещать все классы и экзамены, необходимые для получения степени в области медицины.
К тому времени, как группа выросла до семи человек, заявление было одобрено университетским судом. Женщины обосновались в доме 15 по Бакклю-Плейс, где теперь располагается офис студенческого совета Эдинбургского университета, и начали готовиться к экзамену для получения аттестата зрелости.

## Экзамен для получения аттестата зрелости 1869 года
Экзамен состоял из двух частей. Английский, латынь и математика были обязательными предметами; кроме того, каждый кандидат должен был выбрать два предмета из группы, включавшей греческий, французский, немецкий языки, высшую математику, естественную философию, логику и этику. София Джекс-Блейк взяла на себя роль преподавателя математики для других женщин. Из 152 кандидатов, сдавших экзамен 19 октября 1869 года, пятеро были женщинами. Четыре из них заняли первые семь мест среди экзаменуемых.

## Первые женщины-студентки Британии
2 ноября 1869 года женщины получили аттестат зрелости. Таким образом, Эдинбургский университет стал первым британским университетом, который открыл свои двери для женщин. Джекс-Блейк написала в одном из своих писем своей подруге Люси Сьюэлл: «Это грандиозно — поступить в самый первый британский университет, когда-либо открытый для женщин, не так ли?»
Одним из исторических документов кампании является календарь Эдинбургского университета на 1870 год. Он содержал новый раздел, который появился под заголовком «Правила обучения женщин медицине в Университете». В нём говорилось, что женщины будут обучаться в классах, отличных от мужских, и будут платить более высокую плату из-за того, что их классы будут меньше. Во всех других отношениях с женщинами следовало обращаться точно так же, как и с мужчинами, «в соответствии со всеми правилами, действующими сейчас или в будущем в университете в отношении аттестации студентов, посещения ими занятий, экзаменов или чего-либо ещё».

## Стипендия Хоупа
В марте 1870 года женщины сдали первые экзамены по физиологии и химии. Все из них не только успешно выполнили все задания, но и четверо попали в семёрку лучших экзаменуемых по обоим предметам. Эдит Пичи, написавшая письмо Софии Джекс-Блейк о сомнении в своих скромных способностях, стала лучшей среди тех, кто впервые сдавал экзамен и могла претендовать на стипендию Хоупа.
Эта стипендия была учреждена 40 лет назад профессором химии Томасом Чарльзом Хоупом, и присуждалась четырём студентам, успешнее других сдавших экзамен. Доктор Крам-Браун, нынешний профессор химии, поначалу с удовольствием помогал женщинам-студенткам, но заметил растущее недовольство по отношению к ним со стороны коллег по медицинскому факультету, в частности влиятельного сэра Роберта Кристисона. Он также был обеспокоен тем, что присуждение стипендии женщине будет рассматриваться как провокация для студентов мужского пола. Поэтому он решил присудить стипендии студентам мужского пола, получившим более низкие оценки, чем женщины.

## Отношение к женщинам в университете
Профессор Роберт Кристисон был одним из яростных противников этих женщин-студенток. В апреле 1870 года университетский суд провел дебаты, чтобы решить, следует ли допускать женщин в смешанные классы (и тем самым полностью уравнять их со студентами-мужчинами, значительно сократив более высокие гонорары за обучение, которые они платили, и также дать им право на получение наград). В ходе этих дебатов профессор Роберт Кристисон и профессор Лейкок высказали мнения, которые привлекли внимание национальной прессы, выступившей в поддержку женщин. The Times комментировала:
Самым сильным аргументом против приёма юных леди в Эдинбургские медицинские классы является то, что их присутствие на лекциях, заставит профессоров пребывать в крайнем напряжении
Лейкок предположил, что женщины, мечтающие о медицинской карьере, могут быть «низменными». На чтоThe Times задавалась вопросом, почему он не может в равной степени беспокоиться о студентах-мужчинах. Роберт Кристисон усомнился в обоснованности предположения, что пациенткам нужны врачи-женщины, и его собственные расспросы заставили его поверить в обратное. В заключение он сказал: «Становитесь повитухами, а не врачами!»
Именно влияние Кристисона привело к тому, что многие преподаватели, которые раньше поддерживали женщин, отвернулись от них, избегая лекций с их присутствием на протяжении всего оставшегося 1870 года. Всё большая часть студентов мужского пола стала вести себя оскорбительно и нагло, захлопывая двери перед женскими лицами, занимая места, на которых те обычно сидели, взрываясь «лошадиным смехом и воем» всякий раз, когда женщины приближались. Позже Джекс-Блейк писала, что это было «как если бы был организован заговор, чтобы сделать наше положение как можно более неудобным». Она перечислила оскорбления: ее дверной звонок был «вырван», а табличка с именем повреждена пять раз; к её двери было прикреплено колесо; им выдували табачный дым в лицо; отправляли грязные письма; их подстерегали на тихих улицах; им публично выкрикивали непристойности.
Эдит Пичи в письме изданию The Scotsman также говорила о том, что за ней следили на улицах и в её адрес выкрикивали «самые грязные эпитеты», такие как «шлюха».
Друзья и сторонники считали, что некоторые профессора намеренно подстрекали студентов-мужчин вести себя подобным образом. Женщины начали принимать меры предосторожности и передвигались по кампусу группой, но никто из них не был готов к событиям, которые произошли в пятницу 18 ноября 1870 года.

## Бунт в хирургическом зале
В четыре часа пополудни в пятницу 18 ноября 1870 года у женщин был назначен экзамен по анатомии в хирургическом зале. На подходе к Николсон-стрит, они обнаружили, что улица перекрыта толпой в несколько сотен человек. При приближении женщин, большая часть собравшейся толпы начала забрасывать их мусором и грязью, а также выкрикивать издевательства и оскорбления в их адрес.
Несмотря на это, женщины направились к главному входу в хирургический зал, но двери захлопнулись прямо перед ними. Им пришлось терпеть нападки и унижения, пока сочувствующий студент не пришёл им на помощь и не открыл перед ними ворота. После экзамена женщины наотрез отказались от предложения выйти через боковой вход на улицу, предпочтя с достоинством взглянуть в глаза обидчикам. Бунт в хирургическом зале, как теперь стало известно, стал вехой в истории кампании женщин-медиков и получил широкую огласку. Именно эта история помогла им завоевать немало сторонников, новых друзей и сочувствующих.
Также после этого случая, они получили поддержку со стороны некоторых студентов-мужчин, которые были шокированы случившимся. Студенты, оказавшие им поддержку, стали выступать в качестве телохранителей женщин, сопроводя их обратно на Бакклю-Плейс, 15 после экзамена в тот же день. И позже, течение многих недель после этого они приезжали, забирали женщин из их дома и сопровождали на занятия и обратно.
Полемика в прессе продолжалась. В статье Женское образование в медицине, опубликованной в журнале Эдинбургского университета в феврале 1871 года, обсуждались аргументы за и против допуска женщин к изучению медицины. Также там обсуждались денежные соображения, связанные с переизбранием профессоров, и отсутствие коек в Эдинбургской больнице для практических занятий, которые женщинам пришлось бы делить со студентами мужского пола.  В статье рекомендуется, чтобы «эти студентки могли бы практиковаться, а позже и работать в качестве гардеробщиц, медсестёр или клерков в одной из больших приходских больниц, Крейглокхарт или Крейглит».  И здесь же: «просто в порядке самозащиты сформулируем наше твёрдое убеждение, что принуждение женщин к конкуренции с другим полом, это признак не прогресса, а упадка цивилизации».

## Последствия
После инцидента шериф оштрафовал трёх «бушевавших» студентов на 1 фунт стерлингов за «нарушение общественного порядка». Джекс-Блейк говорила, что молодые люди действовали по поручению ассистента преподавателя, но проиграла в суде, куда он обратился с иском о клевете.
Позже другие женщины присоединились к их классам, некоторые врачи с радостью обучали их, и сторонники сформировали общий комитет для обеспечения полного медицинского образования для женщин с более чем 300 членами, включая Чарльза Дарвина.  Но в конце обучения их ждало разочарование. В 1873 году сессионный суд поддержал право Университета отказывать женщинам в получении учёной степени. Несмотря на это поражение и другие трудности, происходящее побудило большинство из женщин-медиков продолжать борьбу не только по личным причинам, но и в рамках более широкой борьбы за свои права.
Вскоре София Джекс-Блейк переехала в Лондон, чтобы вести там предвыборную кампанию. Она принимала активное участие в создании Лондонской Школы Медицины для женщин, которая открылась осенью 1874 года с двенадцатью из четырнадцати студентов, ранее обучавшихся в Эдинбурге. Шесть женщин из первоначальной «семёрки» посещали школу. Изабель Торн стала почётным секретарём школы, и оказалась весьма полезным работником, так как была более дипломатична, чем Джекс-Блейк. Правда из-за этого ей пришлось отказалась от собственной карьеры врача.

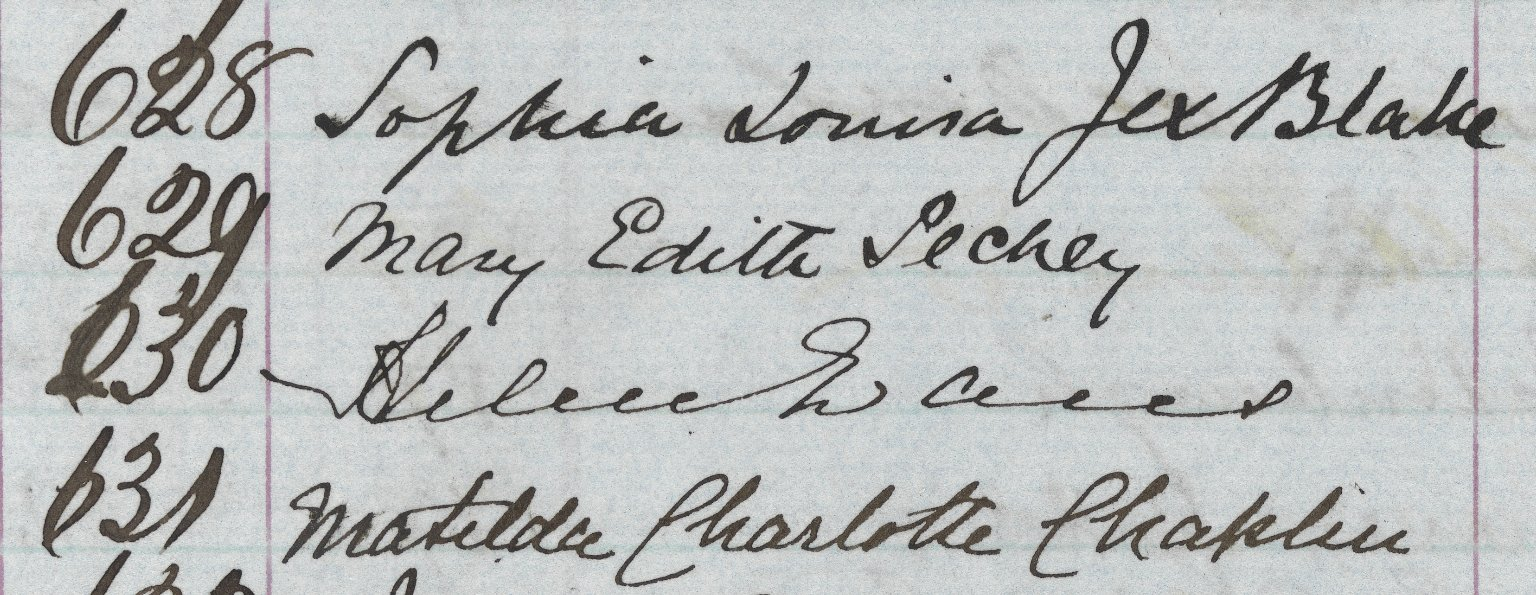
Подписи к диплому: София Джекс-Блейк, Мэри Пичи, Хелен Эванс, Матильда Чаплин

Пятеро из первоначальной семёрки — Бовелл, Чаплин, Джекс-Блейк, Маршалл и Пичи — получили докторскую степень за границей в конце 1870-х годов, в Берне и Париже. В 1876 году новое законодательство позволило, но не обязало экзаменационные органы одинаково относиться к кандидатам обоих полов. Ирландский колледж врачей (тогда он назывался колледжем врачей королей и королев) был первым, кто начал выдавать лицензии на медицинскую практику женщинам: предоставив возможность для получения квалификации четырём женщинам.
В 1878 году Джекс-Блейк вернулась в Эдинбург и обустроилась в Мэнор-Плейс в Новом городе, где стала первой женщиной-врачом в городе. Она также основала клинику для бедных пациентов, которая была предшественницей больницы Брантсфилд. Как только Шотландия начала лицензировать женщин-врачей, Джекс-Блейк помогла основать Эдинбургскую Школу медицины для женщин, а клиническая практика проходила в больнице Лейта. Эдит Пичи практиковала в Лидсе, прежде чем стать старшим медицинским сотрудником в новой женской и детской больнице Кама в Бомбее (ныне Мумбаи). Бовелл и Маршалл работали в новой женской больнице в Лондоне. Чаплин основала акушерскую школу в Токио, но позже вернулась к частной практике в Лондоне.
Эдинбургский университет и другие шотландские университеты в конечном итоге приняли женщин-студентов в 1892 году после того, как закон об университетах  1889 года установил правовую основу для этого. Все занятия были совместными, за исключением медицинских.

## Дань уважения

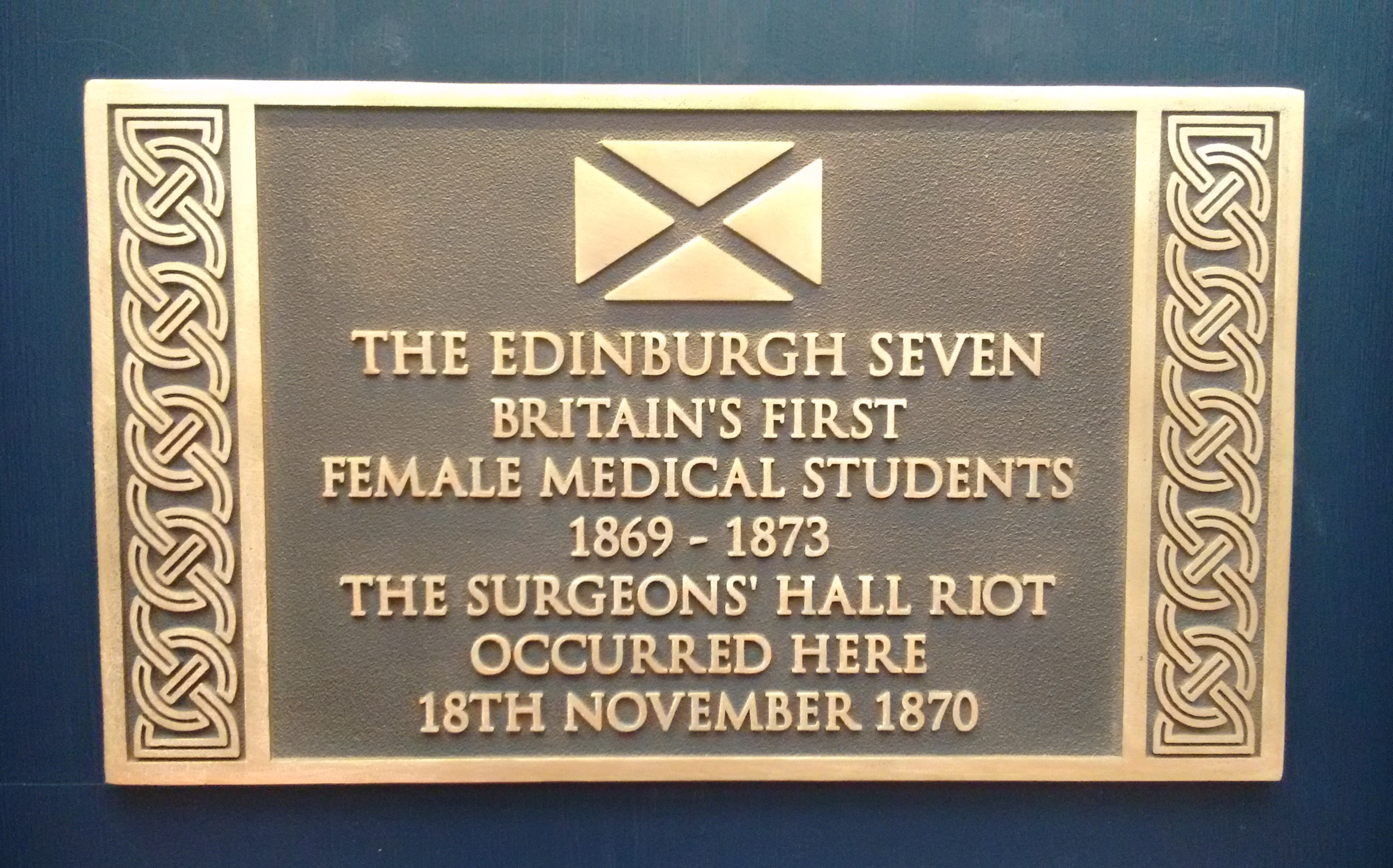
Памятная доска Эдинбургской семёрке и бунту в хирургическом зале

В 2015 году Эдинбургская семёрка была увековечена мемориальной доской в Эдинбургском университете, как часть исторической схемы памятных досок Шотландии.
В 2019 году, Эдинбургская Медицинская школа присвоила Эдинбургской семёрке почётные докторские степени посмертно. Семь студенток получили дипломы от имени Эдинбургской семёрки. Церемония вручения дипломов была частью серии мероприятий, посвящённых их достижениям.
В романе Чарльза Рида Женоненавистник (1877) история Эдинбургский семёрки рассказана от имени героиня Роды Гулд.